# 黒田弘子
黒田 弘子（くろだ ひろこ、1943年(昭和18年) - ）は、日本の歴史学者。本姓伊藤。

## 来歴
栃木県烏山町生まれ。1966年早稲田大学第一文学部卒業、1977年東京教育大学大学院文学研究科博士課程満期退学。1987年「中世惣村史の構造」で筑波大学より文学博士の学位を取得。

## 著書
- 黒田弘子 著「解体期の農村社会: 中世後期における池水灌漑と惣村 : 紀伊国粉河寺領東村」、津田秀夫 編『解体期の農村社会と支配』校倉書房〈歴史科学叢書〉、1978年。 NCID BN01120025。
- 黒田弘子 著「鎌倉後期における池築造と惣村の成立 : 紀伊国粉河寺領東村」、津田秀夫 編『近世国家の成立過程』島田次郎; 磯貝富士男; 新行紀一; 中丸和伯; 西村圭子; 所理喜夫; 丑木幸男; 小沢浩; 工藤睦男; 横山十四男; 竹内誠 (執筆)、塙書房、1982年。 NCID BN0034731X。
- 黒田弘子「中世後期の池水潅漑をめぐって--小山靖憲氏の批判に答えて」『歴史評論』第401号、校倉書房、1983年9月、2-28, 65、ISSN 0386-8907、NAID 40003833210。
- 黒田弘子 著「千代鶴姫伝承と庄司氏 : 中世後期の高野山と鞆淵荘の土豪」、竹内理三先生喜寿記念論文集刊行会; 竹内理三 編『荘園制と中世社会』下巻、東京堂出版〈竹内理三先生喜寿記念論文集〉、1984年。 NCID BN00342495。
- 池享、黒田弘子「中世史部会--市村高男「中世後期における都市と権力」, 田村憲美「畿内中世村落の"領域"と百姓」 (1985年度歴史学研究会大会報告批判)」『歴史学研究』第549号、青木書店、1985年12月、42-45頁、ISSN 0386-9237、NAID 40003818001。
- 中世惣村史の構造 (Thesis). 筑波大学. 1987. NAID 500000059269。
- 『中世惣村史の構造』吉川弘文館〈戊午叢書〉、1985年。[2]　博士論文の改題
- 黒田 弘子「逃散を,〈女の視座〉からみる : 女性史と歴史学」『日本史学集録』第13巻、1991年、1-13頁、ISSN 0913-7203。
- 黒田弘子（著）、阿部猛; 佐藤和彦（編）「人物でたどる日本荘園史」、東京堂出版、1990年、NCID BN04406680。
- 黒田 弘子「百姓の注文を読む (Reading Peasant Testimonies from Medieval Japan)」『經濟學論纂』第35巻第4号、1994年、11-40頁、ISSN 0453-4778。
- 永井路子、西村汎子、黒田弘子「歴史学と歴史小説のあいだ」『歴史評論』第530号、校倉書房、1994年6月、1-20頁、ISSN 03868907、NAID 40003834930。  歴史学とマスメディア — 史実とフィクションのあいだ <特集>  (歴史学と歴史小説)
- 『ミミヲキリハナヲソギ 片仮名書百姓申状論』吉川弘文館〈中世史研究選書〉、1995年。[3][4]
- 黒田弘子; 長野ひろ子; 総合女性史研究会 編『政治と女性』2号、吉川弘文館〈日本女性史論集〉、1997年。 NCID BA33069811。
- 黒田弘子 著「中世の逃散と女性」、桜井由幾; 早川紀代 編『女性と運動』10号、勝浦令子; 伊藤忠士; 保坂智; 石月静恵; 岡田洋司; 田中寿美子; 岡山女性史研究会; 小山伊基子; 鹿野政直; 鈴木裕子; 静岡大学教育学部歴史学研究会; 黒川美富子; 伊藤康子; 総合女性史研究会、吉川弘文館〈日本女性史論集〉、1998年。 NCID BA36476367。
- 黒田弘子 著「「退座規定」と中世女性」、永原和子(解説); 佐々木潤之介 (ほか・編集委員) 編『家族の諸相』5号、南部昇; 吉田孝; 高橋秀樹; 蔵持重裕; 鎌田浩; 大口勇次郎; 金津日出美; 宇野正道; 伊賀光屋; 落合恵美子、吉川弘文館〈日本家族史論集〉、2002年。 NCID BA58201806。

- 『女性からみた中世社会と法 (Mediaeval Society; Law from a Female Standpoint)』校倉書房〈歴史科学叢書〉、2002年。 NCID BA55820222。[5][6][7]
- 黒田弘子 著「湯浅尼 : 武士団と阿氐河荘」、峰岸純夫 編『日本中世史の再発見』峰岸純夫; 石田晴男; 市村高男; 坂田聡; 高橋秀樹 et.al、吉川弘文館、2003年。 NCID BA62059221。
- 黒田弘子「講演 中世史とジエンダー (第7回歴史学入門講座)」『宮城歴史科学研究』第57号、宮城歴史科学研究会、2005年6月、1-26頁、ISSN 0389-3227、NAID 40006815340。
- 金子幸子; 黒田弘子; 菅野則子; 義江明子『日本女性史大辞典』吉川弘文館、2008年。 NCID BA84073474。
- 黒田弘子 著「日本中世社会秩序と暴力 : 武士団とジェンダー」、加藤千香子; 細谷実 編『暴力と戦争』5号、明石書店〈ジェンダー史叢書〉、2009年。 NCID BA91716042。
- 黒田弘子「新刊紹介 野村育世著・石井勉絵『絵本 日本女性史1 原始・古代・中世』」『総合女性史研究』第28号、総合女性史研究会、新座、2011年3月、100-102頁。
- 黒田 弘子、鈴木 哲雄、峰岸 純夫、黒田 弘子 著「御成敗式目四二条論」、日本歴史学会 編『日本歴史』784号〈座談会 日本史の論点・争点〉、2013年9月、2-23頁。ISSN 0386-9164。[8]

### 共編
- 片倉比佐子共編 編『日本女性史論集　家と女性』吉川弘文館、1997年。
- 長野ひろ子共編 編『エスニシティ・ジェンダーからみる日本の歴史 (History of Japan through Ethnicity, Gender)』吉川弘文館、2002年。[9]
- 金子幸子、菅野則子、義江明子共編 編『日本女性史大辞典』吉川弘文館、2008年。
- 黒田弘子 著「文字のジェンダーと女房奉書」、総合女性史学会; 黒田弘子; 早川紀代; 義江明子 編『女性官僚の歴史 : 古代女官から現代キャリアまで』伊集院葉子; 栗山圭子; 湯川敏治; 久保貴子; 柳谷慶子; 宇野勝子; 金子幸子; 竹信三恵子 [共編]、吉川弘文館、2013年。 NCID BB13869390。